# Hans Runemark
Per Hans Bengt Runemark, född 7 januari 1927 i Chicago, USA, död 11 december 2014, var en svensk botanist och lichenolog, som vid sin död var professor emeritus vid Lunds universitet.

## Biografi
Runemark erhöll doktorsgraden i Lund 1956 med en avhandling om lavsläktet Rhizocarpon och blev universitetslektor 1964. Han studerade floran på de Egeiska öarna i Grekland och intresserade sig särskilt för de endemiska arterna och använde ögruppens växtvärld som ett laboratorium för att studera evolutionära processer i små växtpopulationer. 
Hans Runemark valdes in som ledamot av Kungliga Fysiografiska Sällskapet i Lund 1971.
Auktorsnamnet Runemark kan användas för Hans Runemark i samband med ett vetenskapligt namn inom botaniken; se Wikipediaartiklar som länkar till auktorsnamnet.